# Alain-Gilles Minella
Pour les articles homonymes, voir Minella.
Alain-Gilles Minella, né le 12 juin 1959 à Boulogne-Billancourt et mort le 20 novembre 2012 à Paris est un écrivain et éditeur français, historien de formation.

## Biographie
Auteur de nombreux ouvrages, Alain-Gilles Minella a collaboré avec l'historienne Régine Pernoud pendant plus de dix ans, notamment à l'écriture de deux scénarios pour la télévision sur Jeanne d'Arc et Aliénor d'Aquitaine. Il est également le cofondateur des éditions Bourin. Il meurt en novembre 2012 à l'âge de 53 ans, victime d'un cancer foudroyant.

## Publications

### Essais
- Jeanne d'Arc pour les nuls[2],[3], First éditions, 2012
- Pour l'amour de l'enfant roi : Anne d'Autriche-Jules Mazarin, Éditions Perrin, 2008, Grand Prix du Livre d’Histoire 2008[4],[5]
- Aliénor d'Aquitaine : L'Amour, le pouvoir et la haine, Éditions Perrin, 2004

### Albums
- Sur les pas de Jeanne d'Arc, texte d'Alain-Gilles Minella, photos de John Foley, Éditions Tallandier, 1999

### Entretiens
- Un amiral au secret (avec Pierre Lacoste)[6], Flammarion, 1997,  (ISBN 9782080674166).
- Paul Paillole - L'homme des services secrets - entretiens avec Alain-Gilles Minella[7], Alain-Gilles Minella et Paul Paillole, Éditions Julliard, 1995
- Entretiens avec le Père Riquet, le rebelle discipliné[8], Alain-Gilles Minella et Michel Riquet, Éd. Marne, 1993
- Pierre Delanoé, La chanson en colère : entretiens avec Alain-Gilles Minella, Éd. Marne, 1993

## Filmographie

### Documentaires de télévision
- 1981 Des communistes au gouvernement, LCP, 2011
- 1940 L'or de la France a disparu[9], France 5, 2012

### Films éducatifs
- Un bébé arrive, La Goélette, DSR Créations[10], 1996